# Schwarzach bei Nabburg
Schwarzach bei Nabburg település Németországban, azon belül Bajorországban. Lakosainak száma 1393 fő (2023. december 31.).

## Népesség
A település népessége az elmúlt években az alábbi módon változott:
| Lakosok száma | 404  | 655  | 1351 | 1372 | 1487 | 1462 | 1440 | 1449 | 1386 | 1393 |
|               | 1875 | 1950 | 1975 | 1987 | 2012 | 2014 | 2016 | 2017 | 2021 | 2023 |